# مابيلين كابيلو
مابيلين كابيلو (بالإنجليزية: Mabelynn Capeluj)‏ (مواليد 25 أغسطس 1991) عارضة أزياء أمريكية من أصول أرجنتينية ومكسيكية وملكة جمال سابقة بعدما توجت بمسابقة ملكة جمال كاليفورنيا الولايات المتحدة الأمريكية 2013 ومثلت في سان دييغو في مسابقة ملكة جمال الولايات المتحدة الأمريكية 2013. تعييت كمتحدثة باسم المؤسسة الوطنية للصدفية وهي سفيرة المسيرة لعلاج الصدفية في لوس أنجلوس وسان فرانسيسكو. تم تشخيص إصابتها بمرض المناعة الذاتية المزمن الذي يظهر على الجلد في سن السادسة عشرة، وهي فخورة برفع الوعي وجمع الأموال لهذه القضية.

## نشأتها
ولدت مابيلين في سان دييغو هي الأكبر بين ستة أشقاء. درست الصحافة في جامعة تشابمان. عانت من مرض الصدفية، وهي سفيرة ومتحدثة باسم مؤسسة الصدفية الوطنية.

## مسابقات جمال

### ملكة جمال كاليفورنيا
تنافست في مسابقة ملكة جمال كاليفورنيا 2013 ممثلةً مقاطعة سان دييغو الكبرى، حيث فازت بهذه المسابقة، حصلت على فرصة تمثيل ولايتها في مسابقة ملكة جمال الولايات المتحدة الأمريكية 2013.

### ملكة جمال الولايات المتحدة الأمريكية 2013
أقيمت نهائيات ملكة جمال الولايات المتحدة الأمريكية 2013 يوم الأحد 16 يونيو 2013، حيث تنافست جميع الولايات الخمسين في الولايات المتحدة بالإضافة إلى مقاطعة كولومبيا. تم الإعلان عن المتأهلين لنصف النهائي الخمسة عشر، وحققت مكانًا بين أفضل 15 متنافسة، ثم تنافس في حدث ملابس السباحة. وعلى الرغم من أنها كانت المفضلة لدى الكثيرين، إلا أنها لم تتمكن من التقدم إلى المجموعة العشرة الأولى. فإنها تمكنت من إيصال كاليفورنيا إلى الدور قبل النهائي مرة أخرى حيث لم تصلي متسابقاتها إلى ذلك منذ عام 2011.

## روابط خارجية
- مابيلين كابيلو على إنستغرام

| الجوائز و الإنجازات | الجوائز و الإنجازات                                  | الجوائز و الإنجازات |
| ------------------- | ---------------------------------------------------- | ------------------- |
| سبقه ناتالي باك     | ملكة جمال كاليفورنيا الولايات المتحدة الأمريكية 2013 | تبعه كاساندرا كونزي |